# Puig Pedrós Sud
El Puig Pedrós Sud, Pic Pedrós Sud, o Puigpedrós de Lanós Sud és una muntanya de 2.842 m d'altitud situada al Massís del Carlit, concretament al límit entre l'Alta Cerdanya, i el Sabartès, al País de Foix, del Llenguadoc (Occitània) al nord, concretament entre els termes comunals d'Angostrina i Vilanova de les Escaldes i Merens.
Està situat a la zona nord del terme comunal d'Angostrina i Vilanova de les Escaldes i al nord-est del de Merens. És a prop al sud del Puig Pedrós Nord i al nord del Puig de Coma d'Or. Amb el Puig Pedrós Nord forma una estructura comuna.